# Лорд, Кэрнс
Кэрнс Лорд (англ. Carnes Lord; род. 30 декабря 1944) — американский политолог и переводчик.

## Биография
Окончил с отличием Йельский университет (1966). Защитил докторские диссертации по политологии (1972, Корнеллский университет) и по классической филологии (1974, Йельский университет). Преподавал в Дартмутском колледже (1969—1971), Йельском университете (1974—1975), Вирджинском университете (1977—1981).
Работал в Агентстве по контролю над вооружениями и разоружению (1975—1977), заведовал отделом международных связей и информационной политики Совета национальной безопасности США (1981—1984). На этом посту стал основным автором подписанной Рональдом Рейганом в 1983 году Директивы 77 по вопросам национальной безопасности, которая была направлена на значительную активизацию противостояния Советскому Союзу средствами публичной дипломатии и медийной активности. Затем возглавлял международное направление в Национальном институте публичной политики (1985—1988). В 1989—1991 гг. помощник вице-президента США Дэна Куэйла по вопросам национальной безопасности. Затем преподавал в Университете национальной обороны, Университете Аделфи, Университете Тафтса. С 2001 г. профессор военной и морской стратегии, затем профессор стратегического лидерства в Военно-морском колледже США. Одновременно с 2006 г. директор издательства Naval War College Press и главный редактор журнала Naval War College Review.
Начинал научную карьеру как исследователь философско-политических учений древности. Опубликовал перевод «Политики» Аристотеля (1984, второе издание 2013) и диалогов Торквато Тассо (1983, в соавторстве с Дэйном Трафтоном), монографию «Образование и культура в политической мысли Аристотеля» (англ. Education and Culture in the Political Thought of Aristotle; 1982). В дальнейшем применил наработанные подходы к анализу современной политической ситуации — в особенности в книге «Современный „Государь“: Что нужно знать политикам» (англ. The Modern Prince: What Leaders Need to Know Now; 2003). Автор монографий «Институт президентства и управление национальной безопасностью» (англ. The Presidency and the Management of National Security; 1988), «Теряя голову и лицо? Публичная дипломатия и стратегическое влияние в эпоху террора» (англ. Losing Hearts and Minds? Public Diplomacy and Strategic Influence in the Age of Terror; 2006), «Проконсулы: делегированное военно-политическое руководство от Рима до современной Америки» (англ. Proconsuls: Delegated Political-Military Leadership from Rome to America Today; 2012).